# Динамо (Миколаїв)
Футбольний клуб Динамо (Миколаїв) або просто «Динамо»  — радянський український футбольний клуб з міста Миколаїв.

## Історія
Футбольна команда «Динамо» заснована XX століття в місті Миколаїв. У сезоні 1938 році став бронзовим призером чемпіонату УРСР. Того ж сезону команда взяла участь у кубку УРСР, де в двоматчевому протистоянні 1/8 фіналу поступився одеському «Динамо». У 1938 році також взяв участь у кубку СРСР. У зональному турнірі миколаївці обіграли «Харчовик» (Херсон) (4:0), «Сталь» (Кривий Ріг) (7:0) та «Локомотив» (Одеса) (3:0). В 1/32 фіналу «динамівці» обіграли «Кіровський завод» (Ленінград) (3:0). Проте в 1/16 фіналу миколаївці поступилися київському «Локомотиву» (0:2).
У 1950 році команда знову грала в кубку УРСР. В 1/8 фіналу миколаївці обіграли «Водник» (Ізмаїл). В наступному раунді «Динамо» обіграло «Нафтовик» (Борислав). Але в півфіналі команда поступилася (1:2) ужгородському «Спартаку».

## Досягнення
- Чемпіонат УРСР серед КФК
  -  Бронзовий призер (1): 1938

- Кубок СРСР
  - 1/16 фіналу (1): 1938

- Кубок УРСР
  - 1/2 фіналу (1): 1950

## Відомі гравці
- Марк Гичкін
- Іван Іщенко